# Leo Noordegraaf
Leendert (Leo) Noordegraaf (Hendrik-Ido-Ambacht, 12 maart 1949 – Alkmaar, 29 juni 2020) was een Nederlandse hoogleraar economische en sociale geschiedenis aan de Universiteit van Amsterdam (UvA).

## Biografie
Na geschiedenis en filosofie te hebben gestudeerd aan de Vrije Universiteit Amsterdam werd Noordegraaf benoemd tot wetenschappelijk medewerker aan de UvA. In 1985 promoveerde hij op het proefschrift Hollands welvaren?, dat de eerste systematische poging was om de ontwikkeling van de levensstandaard in Holland tussen 1450 en 1650 te meten. In 1988 werd Noordegraaf hoogleraar in de economische en sociale geschiedenis. Op 22 mei 1990 sprak hij zijn oratie Overvloed uit onbehagen uit over positivisme en hermeneutiek in de economische en sociale geschiedenis. Als hoogleraar was hij naast de Faculteit der Geesteswetenschappen ook verbonden aan de Faculteit der Economische Wetenschappen en Econometrie, alsmede de Faculteit Economie en Bedrijfskunde. In 2011 ging Noordegraaf met vervroegd emeritaat; hij leed sinds 2002 aan de ziekte van Parkinson. Tijdens zijn emeritaat schreef hij samen met historicus Gerrit Valk het boek De Gave Gods over de pest in Holland vanaf de late middeleeuwen.